# Gaildorf
Gaildorf là một thị xã thuộc huyện Schwäbisch Hall, trong bang Baden-Württemberg, nước Đức. Đô thị này nằm bên sông Kocher, 13 km về phía nam Schwäbisch Hall.

## Người dân nổi tiếng
- Stefan Everts
- Hermann Frasch